# (28220) York
(28220) York ist ein Asteroid des Hauptgürtels, der am 28. Dezember 1998 von den tschechischen Astronomen Jana Tichá und Miloš Tichý am Kleť-Observatorium (IAU-Code 046) bei Český Krumlov in Südböhmen entdeckt wurde.
Der Asteroid wurde am 24. Juni 2002 nach der nordenglischen Stadt York benannt, der früheren Residenzstadt der Grafschaft Yorkshire.